# Hanna Kosak
Hanna Kosak (belarussisch Ганна Козак, englisch Hanna Kozak; * 22. Juni 1974 in Nowalukoml, Wizebskaja Woblasz) ist eine belarussische Sprinterin, die sich auf den 400-Meter-Lauf spezialisiert hat.
Insgesamt wurde sie siebenmal nationale Meisterin (1994–1998, 2001, 2005).
1994 schied sie bei den Europameisterschaften in Helsinki im Vorlauf aus. Bei den Olympischen Spielen 1996 in Atlanta erreichte sie das Viertelfinale. Bei den Europameisterschaften 1998 in Budapest kam sie erneut nicht über die Vorrunde hinaus, und bei den Leichtathletik-Weltmeisterschaften 2001 in Edmonton und 2005 in Helsinki erreichte sie jeweils das Viertelfinale.
In der 4-mal-400-Meter-Staffel schied sie mit der belarussischen Mannschaft bei den Olympischen Spielen 2000 in Sydney im Vorlauf aus. Bei den Europameisterschaften 2002 kam sie mit dem belarussischen Quartett auf den sechsten Platz, und 2004 gewann sie zusammen mit Natallja Salahub, Ilona Ussowitsch und Swjatlana Ussowitsch Silber bei den Hallenweltmeisterschaften in Budapest. Zwei Jahre später errang die belarussische Stafette Bronze bei den Hallenweltmeisterschaften 2006 in Moskau (in der Besetzung Salahub, Kosak, Juljana Schalnjaruk und Ilona Ussowitsch) und Silber bei den Europameisterschaften in Göteborg (in der Besetzung Schalnjaruk, Swjatlana Ussowitsch, Kosak, Ilona Ussowitsch).
2008 gewann die belarussische Mannschaft mit Kosak, Iryna Chljustawa und den beiden Ussowitschs erneut Silber bei den Hallenweltmeisterschaften in Valencia. In derselben Besetzung kam das Team im Sommer bei den Olympischen Spielen in Peking auf den dritten Platz.

## Persönliche Bestzeiten
- 400 m: 50,94 s, 1. Juni 1996, Madrid
  - Halle: 52,96 s, 26. Januar 2008, Mahiljou